# 室町時代資料の一覧
室町時代史料の一覧
日本の室町時代についての史料の一覧

## 史書
史料価値が高い第一級史料

## 日記
史料価値が高い第一級史料
- 『玉英』　一条経通著
- 『匡遠記』　小槻宿禰著
- 『中院一品記』　中院通冬著
- 『実夏公記』　洞院実夏著
- 『師守記』　中原師守著
- 『賢俊僧正日記』　三宝院賢俊著
- 『醍醐地蔵院日記』　地蔵院房玄著
- 『忠光卿記』　柳原忠光著
- 『後深心院関白記』　近衛道嗣著
- 『後愚昧記』　三条公忠著
- 『仲光卿記』　広橋仲光著
- 『実冬公記』　三条実冬著
- 『公定公記』　洞院公定著
- 『荒暦』　一条経嗣著
- 『兼宣公記』　広橋兼宣著
- 『後小松天皇宸記』　後小松天皇著
- 『教言卿記』　山科教言著
- 『教興卿記』　山科教興著
- 『満済准后日記』　満済著
- 『山科家礼記』　大沢久守ら著
- 『建内記』　万里小路時房著
- 『経覚私要鈔』　経覚著
- 『看聞日記』　伏見宮貞成親王著
- 『康富記』　中原康富著
- 『薩戒記』　中山定親著
- 『師郷記』　中原師郷著
- 『公名公記』　西園寺公名著
- 『九条満家公引付』　九条満家著
- 『在盛卿記』　勘解由小路在盛著
- 『氏経卿神事日次記』　藤波氏経著
- 『蔭凉軒日録』　季瓊真蘂、亀泉集証著
- 『斎藤基恒日記』　斎藤基経著
- 『資益王記』　白川資益王著
- 『晴富宿禰記』　壬生晴富著
- 『臥雲日軒録抜尤』　瑞渓周鳳著
- 『大乗院寺社雑事記』　尋尊、政覚、経尋著
- 『碧山日録』　太極著
- 『後知足院関白記』　近衛房嗣著
- 『蜷川親元日記』　蜷川親元著
- 『斎藤親基日記』　斎藤親基著
- 『後法興院関白記』　近衛政家著
- 『親長卿記』　甘露寺親長著
- 『兼致卿記』　吉田兼致著
- 『言国卿記』　山科言国著
- 『実隆公記』　三条西実隆著
- 『兼顕卿記』　広橋兼顕著
- 『十輪院内府記』　中院通秀著
- 『宣胤卿記』　中御門宣胤著
- 『政覚大僧正記』　大乗院政覚著
- 『蔗軒日録』　季弘大叔著
- 『拾芥記』　五条為学著
- 『元長卿記』　甘露寺元長著
- 『後慈眼院殿御記』　九条尚経著
- 『厳助往年記』　理性院厳助著
- 『忠富王記』　白川忠富王著
- 『政基公旅引付』　九条政基著
- 『二水記』　鷲尾隆康著
- 『後法成寺関白記』　近衛尚通著
- 『蜷川親孝日記』　蜷川親孝著
- 『言継卿記』　山科言継著
- 『兼右卿記』　吉田兼右著
- 『後奈良天皇宸記』　後奈良天皇著
- 『晴右公記』　勧修寺晴右著
- 『継芥記』　中院通勝著

## 軍記物
→「軍記物」
- 『太平記』
- 『明徳記』
- 『応永記』
- 『永享記』
- 『嘉吉記』
- 『応仁記』

## その他の資料
- 『建武式目』
- 『二条河原落書』